# Epistona
Epistona là một chi bướm đêm thuộc họ Noctuidae, hiện tại nó được coi là đồng nghĩa của Tolna.